# Eagles Mere, Pennsylvania
Eagles Mere là một thị trấn thuộc quận Sullivan, tiểu bang Pennsylvania, Hoa Kỳ. Năm 2010, dân số của thị trấn này là 120 người.